# Dualit
Dualit（デュアリット）は、イギリス、ウェスト・サセックスに本社を置くトースター、電気ケトル、エスプレッソマシンなどの電気調理器具 、ラジオなどを製造する会社である。